# Anna-Sophie Fliege
Anna-Sophie Fliege (* 20. April 1996 in Schwäbisch Gmünd) ist eine deutsche Fußballspielerin.

## Karriere

### Vereine
Fliege begann 2005 beim FC Spraitbach mit dem Fußballspielen und gelangte über Zwischenstationen beim 1. FC Normannia Gmünd, den TSV Crailsheim sowie den 1. FC Eislingen in die Jugendabteilung des 1. FFC Turbine Potsdam. Mit Turbines B-Juniorinnen gewann 2011 nach einem 3:2-Finalerfolg gegen den VfL Sindelfingen die deutsche Meisterschaft und erreichte mit der Mannschaft auch im folgenden Jahr das Finale, wo man sich allerdings der TSG 1899 Hoffenheim 1:3 geschlagen geben musste. 2012/13 kam sie zu ihren ersten Einsätzen für Potsdams zweite Mannschaft in der 2. Bundesliga Nord und bestritt daneben eine Partie in der vor dieser Spielzeit neu gegründeten B-Juniorinnen-Bundesliga, wo sie mit der Mannschaft Staffelmeister Nord/Nordost wurde.
Im Sommer 2013 wechselte Fliege zum 1. FC Köln in die 2. Bundesliga Süd. Während sie in der Saison 2013/14 vorwiegend als Einwechselspielerin zum Einsatz kam, stand sie Saison 2014/15 regelmäßiger in der Startformation und schaffte mit der Mannschaft als ungeschlagener Meister den Aufstieg in die Bundesliga. Am 6. September 2015 (2. Spieltag) gab sie bei der 0:2-Heimniederlage gegen den FC Bayern München als Einwechselspielerin ihr Bundesligadebüt. Nach drei weiteren Erstligaeinsätzen für Köln wechselte sie im Januar 2016 zum Zweitligisten MSV Duisburg, wo sie einen Vertrag bis zum 30. Juni 2017 unterschrieb. Nach Ende ihres Vertrag im Sommer 2017 wechselte Fliege in die 2. Fußball-Bundesliga Süd zum VfL Sindelfingen.

### Nationalmannschaft
Fliege bestritt von 2011 bis 2013 insgesamt 15 Länderspiele für die Nachwuchsnationalmannschaften des DFB der Altersklassen U15, U16 und U17. Mit den U16-Juniorinnen belegte sie 2012 Platz fünf im Turnier um den Nordic-Cup in Norwegen.

## Erfolge
- Meister 2. Bundesliga Süd 2015 und Aufstieg in die Bundesliga (mit dem 1. FC Köln)
- Staffelsieger B-Juniorinnen-Bundesliga Nord/Nordost 2013 (mit dem 1. FFC Turbine Potsdam)
- Deutscher B-Juniorinnen-Vizemeister 2012 (mit dem 1. FFC Turbine Potsdam)
- Deutscher B-Juniorinnen-Meister 2011 (mit dem 1. FFC Turbine Potsdam)